# Ley rusa de restricciones de Internet
Ley rusa de restricción de Internet (Ley federal de la Federación de Rusia no. 139-FZ de 2012-07-28) es una ley aprobada por la Duma Estatal de Rusia en 2012 que sustituyó el procedimiento de cierre de operadores de telecomunicaciones por órdenes de los fiscales con una lista negra de sitios de Internet que contenían presunta pornografía infantil, material relacionado con la cocaína, material extremista y otros contenidos ilegales en Rusia. Se suponía que esta lista negra debía ser implementada y supervisada por una ONG autorreguladora de usuarios de Internet, pero nunca fue creada y este deber fue asumido por la agencia gubernamental Roskomnadzor. El proyecto de ley también introdujo otros cambios en la ley, incluida la responsabilidad de los proveedores de servicios de telecomunicaciones por no proteger a los niños. Algunos críticos expresaron su preocupación por que el proyecto de ley pudiera utilizarse para censurar la Internet. Otros señalaron que sería caro y, como está escrito, contenía muchos problemas técnicos que afectarían negativamente al uso legítimo de Internet.

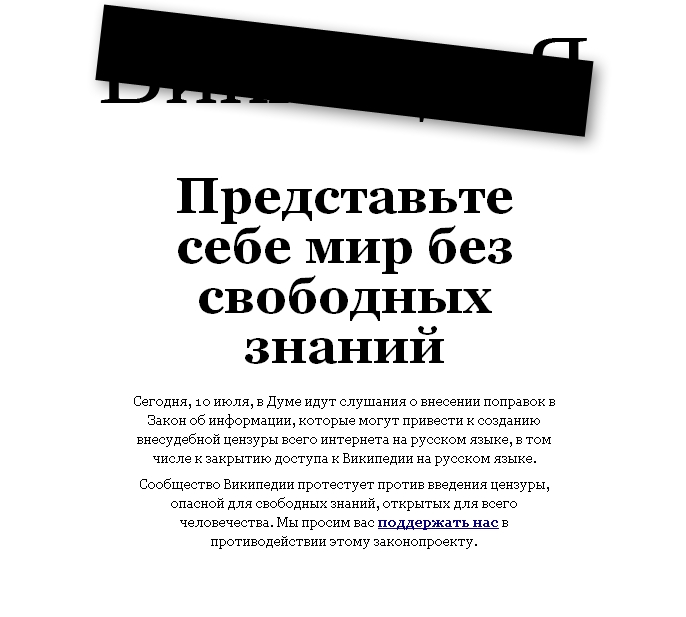
Aspecto del sitio de Wikipedia ruso durante la protesta.

## Historia
Según la agencia de noticias RIA Novosti, la Liga para la Seguridad de Internet de Rusia (en ruso: Лига безопасного интернета) impulsada por el proyecto de ley, tras afirmar haber desmantelado una red de pederastia en Internet. El ministro retirado de Comunicaciones y Medios de Comunicación, Igor Shchyogolev, dirige la junta directiva del grupo.
El proyecto de ley no. 89417-6 fue introducido en la Duma el 7 de junio de 2012; fue dada la primera lectura el 6 de julio y tanto la segunda como la tercera lecturas el 11 de julio.(cita) El 18 de julio de 2012, la ley fue aprobada por el Consejo de la Federación.
El proyecto de ley fue aprobado por unanimidad por la Duma rusa, con el apoyo de las cuatro partes. Dos legisladores son conocidos públicamente por un apoyo activo del proyecto de ley de censura de Internet: Ilya Ponomarev y Yelena Mizulina.
El día de la segunda lectura, la Wikipedia rusa organizó una protesta cerrando su sitio.

## Registro de internet
La Lista Negra o el Registro se creó modificando la Ley Federal de 27 de julio de 2006 No. 149-FZ "Información, tecnologías de la información y protección de la información". El proyecto de ley añadiría un nuevo artículo 15: "Registro uniforme de nombres de dominio y (o) los localizadores universales a páginas de sitios en Internet y direcciones de red de sitios en Internet que contienen información prohibida de difundir en la Federación de Rusia". Crearía un registro de nombres de dominio con las URL y direcciones de red de páginas web que contienen información ilegal. La jurisdicción del registro propuesto dependería de una organización rusa sin fines de lucro.
Los identificadores mencionados de los sitios web que se incluirían en el Registro sobre la base de decisiones adoptadas por las autoridades federales o una decisión judicial que la información distribuida por Internet está prohibida en Rusia:
- Pornografía infantil o solicitud de participación en ella.
- Información sobre métodos de fabricación, uso, obtención o localización de estupefacientes y sustancias psicotrópicas o sus precursores (acetona, permanganato de potasio, ácido sulfúrico, ácido clorhídrico, ácido acético); o plantas en crecimiento que contengan estupefacientes.
- Información sobre métodos de suicidio y incitación al suicidio. (el suicidio es un problema grave en Rusia, especialmente entre los jóvenes)
- Material extremista.

### Proveedores de alojamiento, propietarios de sitios y proveedores de servicios de Internet
Cuando se añade un sitio al registro, el proveedor de alojamiento web debe informar al propietario en cuestión de días sobre la situación y la necesidad de retirar el contenido. El propietario del sitio deberá, en los días siguientes a la recepción de la notificación del proveedor de acogida, retirar la página o páginas con el contenido infractor. Si el propietario del sitio no lo hace, el proveedor de alojamiento está obligado a restringir el acceso a Internet al sitio.
Si el propietario del sitio no retira las páginas según lo exigido, o si el proveedor de alojamiento y el propietario del sitio no restringe el acceso al sitio, la dirección de la red del sitio se añade al registro del gobierno.
Los proveedores de servicios de Internet deben restringir el acceso a las direcciones enumeradas en el registro propuesto. La legislación ignora el hecho de que la misma dirección IP puede ser utilizada de hecho por varios miles de sitios (a principios de ese año algunos PSI ya han bloqueado esa dirección IP incluida en la Lista Federal de Materiales Extremistas).
Las decisiones sobre la inclusión en el registro de nombres de dominio, enlaces a páginas web y direcciones de redes de sitios solo pueden apelarse ante los tribunales por un período limitado de tres meses.

## Otros cambios
El proyecto de ley también introdujo otras enmiendas. Un cambio a la Ley Federal de 29 de diciembre de 2010, No. 436-FZ (Sobre la protección de los niños contra la información nociva para su salud y desarrollo), requiere el etiquetado de contenido. Así, cada página de Internet (o sitio) con información “nociva”, como se indica en el artículo 5 de la ley, habría sido necesario marcar el sitio con símbolos o iconos especiales para las cinco categorías de visitantes: (0–6 años, 6–12 años, 12–16 años, 16–18 años de edad y mayores de 18 años). Algunos de los cambios definen la forma de los iconos (como “18+” o “información para personas mayores de 18 años”) y excluyen de este requisito de marcado las comunicaciones por Internet, excepto para los sitios de medios de comunicación de masas (“сетевые издания”), para los que se excluyen los comentarios de los usuarios.
Se propuso otra enmienda al Código de la Federación de Rusia sobre violaciones administrativas. Se prevé la responsabilidad de los proveedores de servicios de Internet que no utilicen software y hardware para proteger a los niños de información perjudicial para su salud y (o) desarrollo.
La enmienda a la Ley Federal de 7 de julio de 2003 Nro. 126-FZ (Sobre las comunicaciones) renovaría el principio de que la restricción del acceso a la información a través de Internet está regulada por la Ley Federal de Información, Tecnologías de la Información y Protección de la Información.

## Críticas
El Consejo Presidencial para el Desarrollo de las Instituciones de la Sociedad Civil y los Derechos Humanos criticó el proyecto de ley por varias razones:

"La factura no es apuntada en combatir las causas de contenido ilegal y su distribución en el Internet y no contribuirá a la efectividad de aplicación de ley y procesamiento de delincuentes, quién será capaz de emigrar recursos de contenido ilegal en otros ámbitos y direcciones de IP. Al mismo tiempo, muchos bona fide recursos de Internet con contenido legal pueden ser afectados por la masa que bloquea, desde el sistema impondría restricciones severas en la base de valoraciones y criterios subjetivos, el cual hará la jurisdicción rusa extremadamente unattractive para negocios de Internet."

El ministro de Comunicaciones y Medios de Comunicación, Nikolai Nikiforov, tuiteó sobre los problemas con el proyecto de ley, según The Moscow Times.